# Hubert Hugo Hilf
Hubert Hugo Hilf (* 11. April 1893 in Limburg an der Lahn; † 5. März 1984 in Reinbek) war ein deutscher Forstwissenschaftler, Hochschullehrer und Rektor.

## Leben und Wirken
Hilf studierte Forstwissenschaften an der Königlich Preußischen Forstakademie Hann. Münden und wurde zu dieser Zeit auch Mitglied der Forstakademischen Gesellschaft Freia. Er wurde 1928 zum ordentlichen Professor und anschließend von 1935 bis 1945 zum Rektor der Forstlichen Hochschule Eberswalde berufen. Anschließend war Hilf von 1945 bis 1961 Leiter des Instituts für forstliche Arbeitswissenschaft (Iffa) der Bundesforschungsanstalt für Forst- und Holzwirtschaft in Reinbek. Dabei war er 1950 Honorarprofessor und anschließend von 1956 bis 1961 ordentlicher Professor für Arbeitswissenschaft und Holzhandelskunde. 1961 wurde Hilf emeritiert.
1962 wurde Hilf die Ehrendoktorwürde der Universität für Bodenkultur Wien (BOKU) verliehen. Hilf war zudem Ehrenmitglied des Bundes Deutscher Holzwirte.